# Дякин, Александр Михайлович
Александр Михайлович Дякин (род. 26 сентября 1927) — советский тренер по вольной борьбе, заслуженный тренер СССР.

## Биография
Увлёкся борьбой в 1944 году. В 1956 году стал мастером спорта СССР. Представлял общество «Крылья Советов» (Москва).
В 1947 году начал заниматься тренерской деятельностью. Судья всесоюзной категории (1963), судья международной категории (1973).
В 1979 году получил степень кандидата педагогических наук.
С 1961 года работал в Спорткомитете СССР.
Старший тренер сборной команды СССР в 1961—1970 годах. Под его руководством сборная занимала первые места на чемпионатах мира 1962, 1963, 1967, 1969 и 1970 годов, чемпионатах Европы 1966 и 1969 годов и Олимпийских играх 1968 года в Мехико.

## Награды
- 2 ордена «Знак Почёта» (30.05.1969; 23.04.1985);
- 2 медали «За трудовую доблесть» (1976; 1980);
- медаль «За трудовое отличие» (30.03.1965);
- медали.